# Bonavigo
Bonavigo är en ort och kommun i provinsen Verona i regionen Veneto i Italien. Kommunen hade 2 009 invånare (2018).